# Siġġiewi
Siġġiewi (forma estesa in maltese Is-Siġġiewi; in italiano storico Siggeui)  è un comune di Malta situato su un altopiano a sud ovest dell'isola, poco distante da Mdina e circa a 10 km di distanza da La Valletta. Si fregia del titolo di Città Ferdinand in onore del Gran Maestro Ferdinand von Hompesch zu Bolheim.

## Amministrazione

### Gemellaggi
- Vittoria, dal 2003
- Bari, dal 2023